# Джан Галеацо Мария Сфорца
Джан Галеацо Мария Сфорца (на италиански: Gian Galeazzo Maria Sforza; * 20 юни 1469, замъка на Абиатеграсо, Миланско херцогство; † 21 октомври 1494, Павия, пак там) от фамилията Сфорца, е 6-и херцог на Милано (1476 – 1494) и господар на Генуа (1488 – 1494).

## Произход
Той е първородният син на миланския херцог Галеацо Мария Сфорца (* 1444, † 1476), син на , и на втората му съпруга Бона Савойска (* 1449, † 1503). Негови дядо и баба по бащина линия са миланският херцог Франческо I Сфорца и Бианка Мария Висконти, а по майчина – савойският херцог Лудвиг Савойски и Анна дьо Лузинян. Има един брат и две сестри:
- Ермес Мария (* 1470 † 1503), маркиз на Тортона
- Бианка Мария (* 1472 † 1510), кралица на Германия и Италия, ерцхерцогиня на Австрия (1494 – 1510), императрица Свещената Римска империя (1508 – 1510), херцогиня на Савоя като съпруга на император Максимилиан I Хабсбург
- Анна Мария (* 1473 † 1497), херцогиня на Ферара, Модена и Реджо като съпруга на Алфонсо I д’Есте.

Освен това има двама полубратя и две полусестри от връзката на баща му с Лукреция Ландриани, и двама полубратя от връзката му с Лучия Марлиани.

## Биография

### Детски години и образование
Джан Галеацо Мария Сфорца е роден на 20 юни 1469 г. в замъка в Абиатеграсо. За да улесни раждането, баща му Галеацо Мария кара да намерят мощите на Св. Яков, Св. Мария Магдалина и Св. Бернардин. Раждането му се отпразнува в цялото херцогство, а херцогски пратеници, облечени във френски стил, незабавно се отправят към двора на Луи XI, за да отнесат новината за щастливото събитие.
Кръстен е на 25 юли (денят на Св. св. Яков и Кристофор) в Миланската катедрала. Негови кръстници са Лоренцо де Медичи, Федерико да Монтефелтро и представителите на родовете Гондзага, Есте и на Френската корона. Има две причини за избора на името му: първата дава династична приемственост с Висконти (по името на Джан Галеацо, първият херцог на Милано), а името Мария е поради обета, даден на Богородица от Джан Галеацо Висконти – традиция, която по-късно се утвърждава с неговите наследници.
За разлика от тогавашната педагогика, която предвижда отделянето на бебетата от родителите им и поверяването им на бавачки за отбиване, херцог Галеацо Мария силно желае присъствието на този много обичан и желан от него син в неговата миланска резиденция Кастело Сфорцеско.
След тежка болест, която го сполетява през пролетта на 1470 г., на 18 май Галеацо Мария диктува завещанието си, признавайки малкия Джан Галеацо за свой законен наследник на херцогството под закрилата на майка му Бона, маркиз Лудовико Гонзага и съветника си Чико Симонета.
Удостоен с титлата „Граф на Павия“, младият Джан Галеацо Мария е поверен на грижите на Джовани Агостино Олджати.
През юли 1472 г. Галеацо Мария и кралят на Неапол Фердинандо I Арагонски подписват споразумение, според което Джан Галеацо Мария, все още бебе, ще се ожени за племенницата на краля на Неапол и негова братовчедка Изабела Арагонска, дъщеря на Алфонсо II Калабрийски и Иполита Мария Сфорца – сестра на Галеацо Мария.
Възпитаван в ролята на престолонаследник, Джан Галеацо по онова време не пренебрегва публичните изяви: по повод кръщенето на сестра му Бианка Мария, родена на 5 април 1472 г., той е до баща си при получаването на почит от прославените гости на церемонията. През март 1475 г. заедно с брат си Ермес Мария и с голямо приветстващо шествие той посреща полубрата на Шарл Дръзки, който посещава Херцогството след споразумението между двамата херцози.

### Миланско херцогство (1476 – 1494)

#### Убийство на Галеацо Мария Сфорца и регентство на Бона Савойска
7-годишният Джан Галеацо Мария наследява баща си Галеацо Мария като 6-и херцог на Милано след убийството му 26 декември 1476 г. в двора на църквата на базиликата „Санто Стефано“ в Милано. Майка му Бона, веднага щом като научава за трагичната смърт на съпруга си, побързва да поиска помощ от всички италиански владетели, за да бъде признат авторитетът на малкия Джан Галеацо. С помощта на Чико Симонета – приятел на Франческо Сфорца и херцогски съветник както на самия Франческо, така и на покойния херцог, Бона е обявена за регентка на 9 януари 1477 г. Тя е подпомогната от Регентски съвет от нейни доверени мъже, между които изпъква самият Симонета.

#### Конфликт между Лудовико Сфорца и Чико Симонета (1477 – 1480)
Чико Симонета е онзи, който дърпа конците в управлението. За да защити херцогството от целите на братята на Галеацо Мария (Отавиано Мария, Сфорца Мария и Лудовико Мария „Мавърът“), той кара да ги заточат на 25 май 1477 г., тъй като те се опитват да свалят него и Бона чрез силов удар. Тримата Сфорца, след като взимат на своя страна кондотиера Роберто Сансеверино, тръгват срещу Миланското херцогство между 1478 и 1479 г. Симонета се опитва да защити Милано и херцогството, като трябва да приеме загубата на Генуа (в нач. на 1479 г.) и впоследствие тази на Тортона (през август 1479 г.).
През 1478 г. той кара да бъде коронясан малкия Джан Галеацо Мария в Миланската катедрала на дена на Св. Георги на 24 април, за да го узакони допълнително. Междувременно вътрешното недоволство към всемогъществото му непрестанно нараства. Външните му врагове се възползват от това и няколко месеца след битката при Варезе Лигуре през 1479 г. херцогиня Бона, притисната и уплашена от настъплението на нейните девери към Милано, вика девера си Лудовико „Мавъра“ в Милано, за да възстанови мира (8 септември). На 10 септември Симонета е арестуван и отговорността за тази братоубийствена война е хвърлена върху него. На 30 октомври 1480 г. известният и способен държавник е обезглавен в Павия.

#### Преминаване на регентството у Лудовико „Мавъра“ (7 октомври 1480 г.)
1480 г. бележи и края на регентката Бона Савойска. Лишена от най-доверения си съветник, охранявана и притискана от все по-могъщия ѝ девер, тя скоро е лишена от регентството и от сина си Джан Галеацо Мария. На 7 октомври Джан Галеацо е затворен в „Рокета“ – най-охраняваната крепост на Замъка на Сфорците с оправдание за защита на неговата сигурност от заговор на любовника на майка му. Бона отива в принудително изгнание в замъка в Абиатеграсо. В замяна на потвърждаване на правата ѝ на вдовица, 10 хил. дуката и лични бижута, тя се отказа от опеката над най-големия си син.
Херцог Джан Галеацо, изоставен от майка си на съдбата и заобиколен от лоялни към Лудовико лица, включително маркиз Палавичино Палавичини – личен управител на младия принц, лесно се поддава на общата воля, приемайки опеката на чичо си с правото му на подпис. От тогава насетне за младия херцог нещата се променят коренно: ако при регентството на майка си и Симонета той води комфортен живот, но белязан и от дискретно политическо образование, то сега той е заключен от чичо си в замъка в Павия. Там той живее в „градина на насладите“, която има за цел да смекчи душата му и да избегне възникването в него на всяко желание за отмъщение. Така минава времето и херцогът се наслаждава на жени, лов, хубави дрехи, парфюми и младежка компания. Ежедневно се посвещава на дворцови забавления и е вманиачен по лова, особено по соколарството, а нуждите му постепенно се свеждат до това да има глутници добре обучени кучета, ценни соколи и коне, по които изразходва скромните суми, давани му от чичо му.

#### Тревоги на Лудовико „Мавъра“
Въпреки че „образованието“ на Джан Галеацо Мария протича по план, Лудовико „Мавъра“ няма как да не вземе предвид два фактора:
1. Регентството ограничава всемогъществото на самия Лудовико: ако пожелае да се посвети на управлението на държавата, Джан Галеацо Мария ще има законното право да отстрани могъщия си чичо от властта.
2. На жаждата за власт на „Мавъра“ се гледа лошо както в херцогството, така и от венецианците и от други държави на полуострова, уплашени от двусмислената му външна политика. През 1481 г. избухват някои „легитимиращи“ бунтове срещу регентството на „Мавъра“.[1]

#### Зрели години и смърт (1489 – 1494)

##### Брак с Изабела Арагонска
Лудовико Сфорца се опитва да изглежда като „възпитател на законния херцог“. Той се погрижва за това папа Инокентий VIII да му дари Златната роза на християнството през 1487 г., към която се стремят католическите князе, за укрепване на престижа на херцогството. Освен това Лудовико спазва обещанието си да го ожени за Изабела Арагонска. Омъжена чрез пълномощник в Неапол на 21 декември 1488 г., Изабела започва дълго пътуване по море. Пристигнала на пристанището в Генуа на 18 януари 1489 г., на 1 февруари тя най-накрая пристига във Виджевано, придружена от великолепно шествие. На 5 февруари епископът на Пиаченца Фабрицио Марлиани отпразнува официалната сватба в Миланската катедрала. Сватбените празненства продължават дълго. Известно е представлението на 13 януари 1490 г. на музикално произведение, чийто поетичен текст е композиран от Бернардо Белинчони върху сцени, създадени от Леонардо да Винчи: това е известният Райски празник.

##### Неустойчиво двувластие
След празнуването на религиозния обред съпрузите установяват резиденцията си в крепостта Рокета на Замъка на Сфорците в Милано. Впоследствие почти насила те са прехвърлени от Лудовико Сфорца първо във Виджевано, а след това в замъка в Павия. Така са създадени два съперничещи си двора: този в Павия, където херцогската двойка де юре (т.е. Джан Галеацо Мария и Изабела) живее в златно изгнание, и този в Милано, където де факто живее херцогската двойка (Лудовико и съпругата му Беатриче д’Есте, за която се жени на 17 януари 1491 г.). В сравнение с Джан Галеацо Мария, който проявява безразличие към огромната мощ на своя настойник, Изабела постоянства упорито в претенциите си за ролята си на „официална херцогиня“. Тя до голяма степен се противопоставя на Лудовико, който междувременно, след година на неконсумация на брака, се подиграва на племенника си, обвинявайки го в импотентност и леност. Силно напрежение е създадено и с братовчедка ѝ, наскоро омъжилата се Беатриче д'Есте, покрита с почести и слава, докато Изабела е принудена да бъде във вечно изгнание заедно с все по-незначителния си съпруг.
След брака на Лудовико с Беатриче д'Есте положението на херцогската двойка се влошава още повече: придворните и слугите постепенно губят всяка форма на уважение към нея, всеки разход трябва да бъде разрешен предварително от Лудовико Сфорца, херцогският ескорт е драстично съкратен, месечният апанаж е орязан на 200 дуката, а най-малката разпоредба на Джан Галеацо трябва да бъде предварително одобрена от чичо му. Ситуацията е идентична и в замъка в Павия.

##### Неподозирана „мъжественост“ на Джан Галеацо Мария
Лудовико прилага стратегия към племенника си, така че той да се разглези и да стане по-женствен, за да не създаде наследници, и след това да може да го делегетимира в очите на неговите поданици и чуждите сили. Въпреки това на 30 януари 1491 г. херцогът става баща на Франческо Мария, последван от Иполита Мария (1993), Бианка (починала като бебе) и Бона (1494). Такова законно потомство е значителен проблем за амбициозния Лудовико „Мавъра“, тъй като децата на племенника му ще му попречат да завземе властта. Изправен пред тази перспектива, той реагира, като създава истинска армия от шпиони в двора на Павия и все повече ограничава броя на членовете му. През юли 1494 г. дворът се състои само от един член – Дионизио Конфалониери, шпионин на „Мавъра“.

#### Подозрителна смърт
Смъртта на 25-годишния херцог е донякъде подозрителна за съвременниците му. Когато херцогът е в Павия, той има дискомфорт, болки в червата, треска и мускулна атония, но те намаляват, когато той е на лечебни пътувания.
На 19 юли 1494 г. херцогът има рецидив на болестта под формата на повръщане след поглъщане на гариоли и е лекуван от лекарите с клизма. На 13 септември следва нов пристъп, който е лекуван, очевидно успешно, с хапчета от ревен, така че през следващите дни той участва в лов и присъства на обяд. Херцогът не подозира, че чичо му се опитва да го отрови, съдейки по нежните писма, които му праща в онези дни. Подозрението за отравяне се засилва, когато между 14 и 19 септември Джан Галеацо Мария уволнява слуга, който му дава да пие, който вероятно е дългата ръка на „Мавъра“, като по този начин си връща известно здраве.
На 19 септември обаче същият слуга (известен като Франческо Бекария) се връща на поста си по заповед на чичото на херцога. На 21 септември Джан Галеацо успява да се качи на кон, но има затруднения при затягането на юздата. На 28 септември той отново се влошава, така че „Мавърът“ изпраща своя доверен лекар Джироламо Висконти при него. От този ден младият суверен, винаги подпомаган от съпругата си Изабела Арагонска, изпада в агония, страда от болки в стомаха, изтръпване на горните крайници, анемия, гърчове, повръщане, диария, треска, затруднено дишане, жажда и пристъпи на плач. На 3 октомври майка му Бона Савойска идва от замъка в Абиатеграсо, за да го посети. Тя остава в замъка в Павия до 17 октомври, денят, в който синът ѝ леко се подобрява. Въпреки състоянието си херцогът продължава да яде твърде много плодове и да пие тайно вино, противно на лекарските указания. Той също така поисква два коня от чичо си, който му ги доставя.
На 20 октомври здравословното му състояние се влошава значително и той не може да стане от леглото. Той обаче иска да види двата си нови коня и хрътките си, след което се изповядва пред приора на манастира „Свети Аплинар“, обещавайки да осигури зестра за сто бедни момичета. Късно вечерта повръща жлъчка и припада на няколко пъти. Четиримата лекари, които му помагат (Николо Кузани, Габриеле Пировано, Ладзаро Датари и Пиетро Антонио Марлиани) информират Лудовико „Мавъра“, че племенникът му умира. Джан Галеацо Мария умира в замъка в Павия в 3 часа сутринта на 21 октомври 1494 г. след 5 дена агония.
Тялото на Галеацо е изложено в продължение на два дни върху позлатено легло. Лудовико получава новината за смъртта на племенника си, когато е в Пиаченца и решава незабавно да се върне в Милано. Ковчегът на Джан Галеацо, покрит със златен брокат, първоначално е пренесен до църквата Св. Евсторгий и след това е изложен в Миланската катедрала, където се провежда тържественото погребение около седмица след смъртта му.
Тезата за убийството е затвърдена от политическите съюзи: идването на френския крал Шарл VIII в Италия, за да завладее Неаполското кралство (22 август 1494 г.) става с позволението на Лудовико Сфорца, който не само ще си отмъсти на гордата си племенница Изабела, неутрализирайки династията ѝ, но ще получи в замяна признанието за херцог от френския крал. Освен това „Мавърът“ затвърждава позицията си благодарение на император Максимилиан (съпруг на сестрата на херцога Бианка Мария от 3 декември 1493 г.) в замяна не само на императорското признаване на династията Сфорца в Милано (споразумението е сключено на 5 септември 1494 г.), но и на признаването му за законен херцог на Милано след смъртта на племенника му, заобикаляйки законното потомство в лицето на първородния му син Франческо Мария. Лудовико е обявен за херцог на Милано на 22 октомври.
Трябва обаче да се отбележи, че Джан Галеацо страда от патология още през януари 1483 г., която му причинява периодична треска и чревни колики, която се разрешава едва през октомври. Той има обостряне и през 1484, 1490, 1491, 1493 и 1494 г., със сигурност благоприятствано от разгулния му начин на живот.

## Външен вид и характер
Придворният поет Бернардо Белинчони го описва така: с „красиво лице, изпълнено със сладост, [...] грациозно, мило, честно и красиво“. Известно е, че има дълга руса коса, блед тен и ангелски вид. Също така поради влиянието, което чичо му Лудовико „Мавъра“ има върху него, той развива слаб и фриволен характер, който контрастира с решителността на съпругата му Изабела Арагонска.
Още от дете страда от чревно заболяване, което го измъчва с чести рецидиви.
Обича лова с кучета и соколи. Преяжда с плодове и препива с вино, и е незаинтересован от управлението на държавата.

## Брак и потомство
∞ 2 февруари 1489 в Милано за първата си братовчедка неаполитанската принцеса Изабела Арагонска (* 2 октомври 1470, † 11 февруари 1524), дъщеря на краля на Неапол Алфонсо II и Иполита Мария Сфорца, дъщеря на Франческо I Сфорца, от която има един син и три дъщери:
- Франческо Мария Сфорца, наречен „Дукето“ („Херцогчето“) (* 30 януари 1491 в Павия, Миланско херцогство, † 1512 в Ангулем, Кралство Франция), граф на Павия (1491 – 1499), граф на Бари (1494 – 1512) и абат на Мармутие (1505 – 1512).
- Бианка Сфорца[2] († като малка)
- Иполита Мария Сфорца (* 26 януари 1493 в Павия, † 13 февруари 1501 в Иския, Неаполитанско кралство), принцеса от Миланското херцогство, сгодена за Фердинанд, херцог на Калабрия (* 1488, † 1550). Нейната преждевременна смърт на 8-годишна възраст има косвен принос за изчезването на херцогското семейство поради липса на наследници.
- Бона Сфорца (* 2 февруари 1494 във Виджевано, Миланско херцогство, † 19 ноември 1557 в замъка на Бари), херцогиня на Бари и княгиня на Росано (1524 – 1557), и чрез брак кралица на Полша и велика херцогиня на Литва (1518 – 1548); ∞ 1518 за Зигмунт I (1467 – 1548), крал на Полша, от когото има шест деца.

- Изабела Арагонска,
 съпруга
- Франческо Мария, 
син
- Бона, 
дъщеря

## Генеалогия
|  |                           |  |  |  |  |  |  |  |  |  |  |  |  |
|  | Франческо I Сфорца        |  |  |  |  |  |  |  |  |  |  |  |  |
|  |                           |  |  |  |  |  |  |  |  |  |  |  |  |
|  |                           |  |  |  |  |  |  |  |  |  |  |  |  |
|  | Галеацо Мария Сфорца      |  |  |  |  |  |  |  |  |  |  |  |  |
|  |                           |  |  |  |  |  |  |  |  |  |  |  |  |
|  |                           |  |  |  |  |  |  |  |  |  |  |  |  |
|  | Бианка Мария Висконти     |  |  |  |  |  |  |  |  |  |  |  |  |
|  |                           |  |  |  |  |  |  |  |  |  |  |  |  |
|  |                           |  |  |  |  |  |  |  |  |  |  |  |  |
|  | Джан Галеацо Сфорца       |  |  |  |  |  |  |  |  |  |  |  |  |
|  |                           |  |  |  |  |  |  |  |  |  |  |  |  |
|  |                           |  |  |  |  |  |  |  |  |  |  |  |  |
|  | Лудвиг I Савойски         |  |  |  |  |  |  |  |  |  |  |  |  |
|  |                           |  |  |  |  |  |  |  |  |  |  |  |  |
|  |                           |  |  |  |  |  |  |  |  |  |  |  |  |
|  | Бона Савойска             |  |  |  |  |  |  |  |  |  |  |  |  |
|  |                           |  |  |  |  |  |  |  |  |  |  |  |  |
|  |                           |  |  |  |  |  |  |  |  |  |  |  |  |
|  | Анна дьо Лузинян          |  |  |  |  |  |  |  |  |  |  |  |  |
|  |                           |  |  |  |  |  |  |  |  |  |  |  |  |
|  |                           |  |  |  |  |  |  |  |  |  |  |  |  |
|  | Бона Сфорца               |  |  |  |  |  |  |  |  |  |  |  |  |
|  |                           |  |  |  |  |  |  |  |  |  |  |  |  |
|  |                           |  |  |  |  |  |  |  |  |  |  |  |  |
|  | Фердинанд I Неаполитански |  |  |  |  |  |  |  |  |  |  |  |  |
|  |                           |  |  |  |  |  |  |  |  |  |  |  |  |
|  |                           |  |  |  |  |  |  |  |  |  |  |  |  |
|  | Алфонсо II Неаполитански  |  |  |  |  |  |  |  |  |  |  |  |  |
|  |                           |  |  |  |  |  |  |  |  |  |  |  |  |
|  |                           |  |  |  |  |  |  |  |  |  |  |  |  |
|  | Изабела ди Киаромонте     |  |  |  |  |  |  |  |  |  |  |  |  |
|  |                           |  |  |  |  |  |  |  |  |  |  |  |  |
|  |                           |  |  |  |  |  |  |  |  |  |  |  |  |
|  | Изабела Арагонска         |  |  |  |  |  |  |  |  |  |  |  |  |
|  |                           |  |  |  |  |  |  |  |  |  |  |  |  |
|  |                           |  |  |  |  |  |  |  |  |  |  |  |  |
|  | Франческо I Сфорца        |  |  |  |  |  |  |  |  |  |  |  |  |
|  |                           |  |  |  |  |  |  |  |  |  |  |  |  |
|  |                           |  |  |  |  |  |  |  |  |  |  |  |  |
|  | Иполита Мария Сфорца      |  |  |  |  |  |  |  |  |  |  |  |  |
|  |                           |  |  |  |  |  |  |  |  |  |  |  |  |
|  |                           |  |  |  |  |  |  |  |  |  |  |  |  |
|  | Бианка Мария Висконти     |  |  |  |  |  |  |  |  |  |  |  |  |
|  |                           |  |  |  |  |  |  |  |  |  |  |  |  |
|  |                           |  |  |  |  |  |  |  |  |  |  |  |  |